# Jesper Samuelsson
Jesper Samuelsson, född 13 juni 1988 i Norrköping, är en svensk ishockeyspelare. Jesper fick sitt genombrott i HC Vita Hästen säsongen 2007/2008, då han vann lagets interna poängliga med 12 mål och 34 assist och totalt 46 poäng. Sedan på sommaren skrev han på för Timrå IK och draftades av Detroit Red Wings. Hans moderklubb är HC Vita Hästen. Väger 80 kg och är 179 cm lång.

## Klubbar
- HC Vita Hästen
- Timrå IK
- Sundsvall Hockey